# Goldenes Lämmchen
Het Goldenes Lämmchen of Goldene Lämmchen  (Nederlands: Gouden lammetje) is een gebouwcomplex uit de late middeleeuwen en is gelegen aan de steeg Hinter dem Lämmchen in de binnenstad van Frankfurt am Main. Het gebouwencomplex werd vernietigd tijdens een bombardement op Frankfurt, tijdens de Tweede Wereldoorlog en herbouwd tijdens het Dom-Römerproject tussen 2012 en 2018.
Het gebouwencomplex beschikt als een van de weinigen in Frankfurt over houten veranda's op de eerste verdieping. Een ander voorbeeld hiervan in de stad is het Hof Rebstock am Markt. Voor de bombardementen kon men dit veel vinden in de oude binnenstad.

## Afbeeldingen

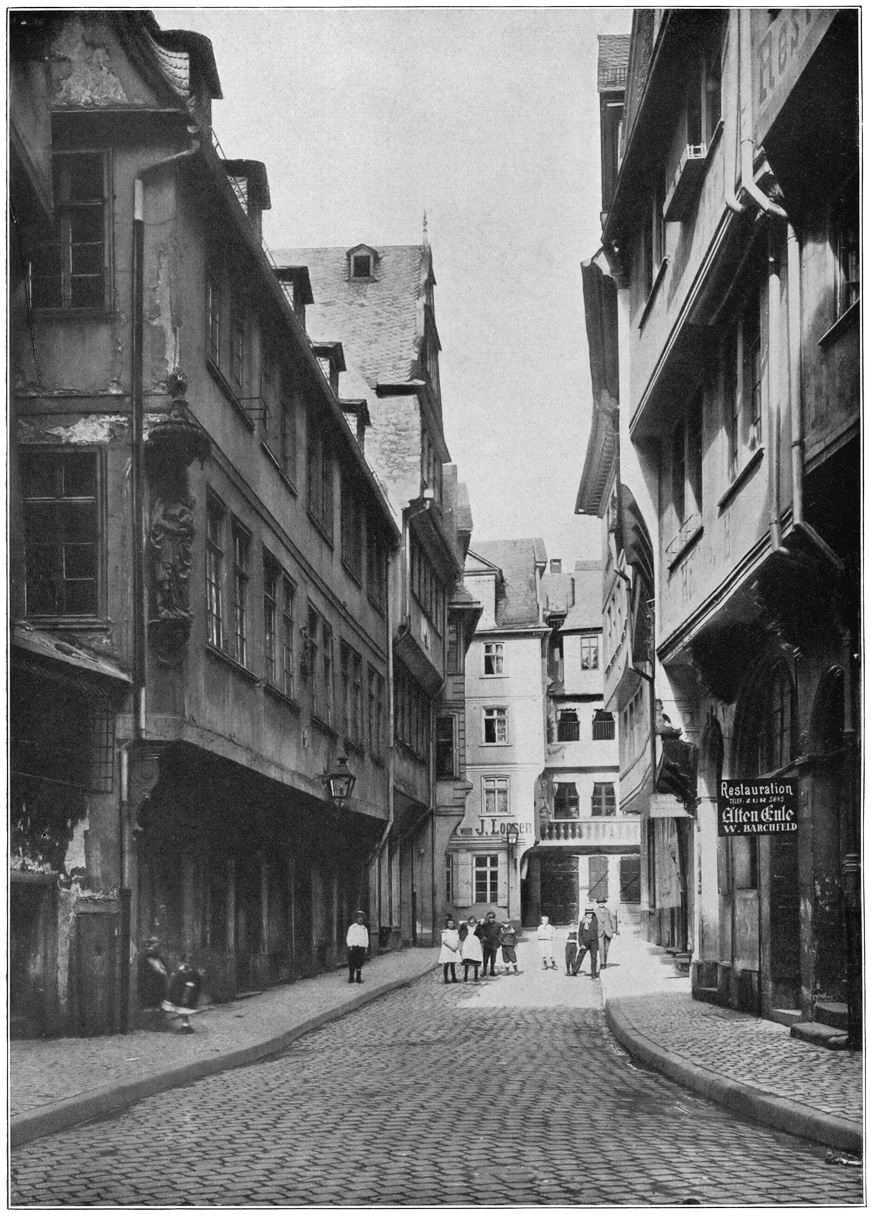
Het complex Goldenen Lämmchen in 1910
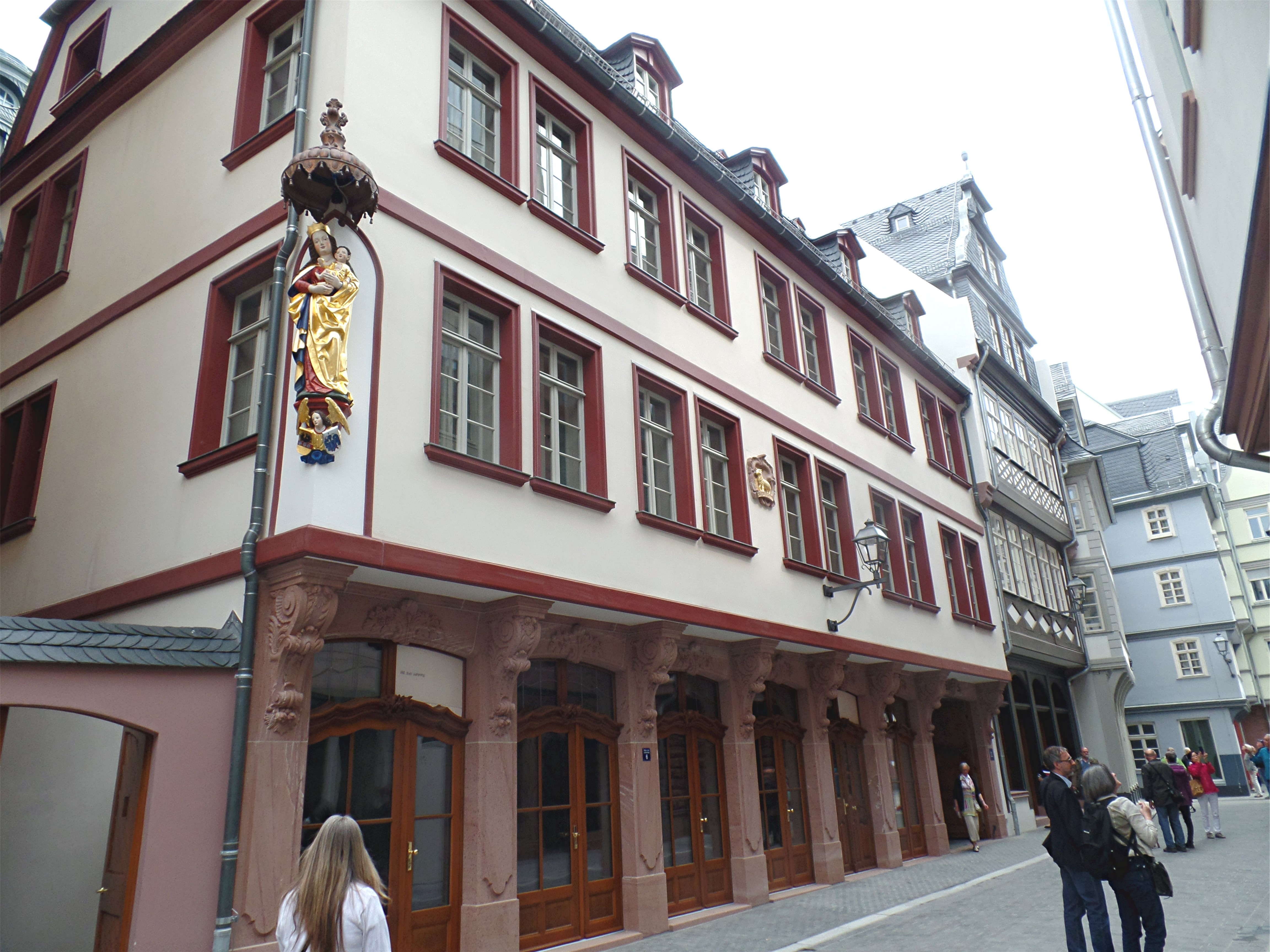
Het complex Goldenen Lämmchen in 2018, vanaf de steegzijde aan het Hinter dem Lämmchen
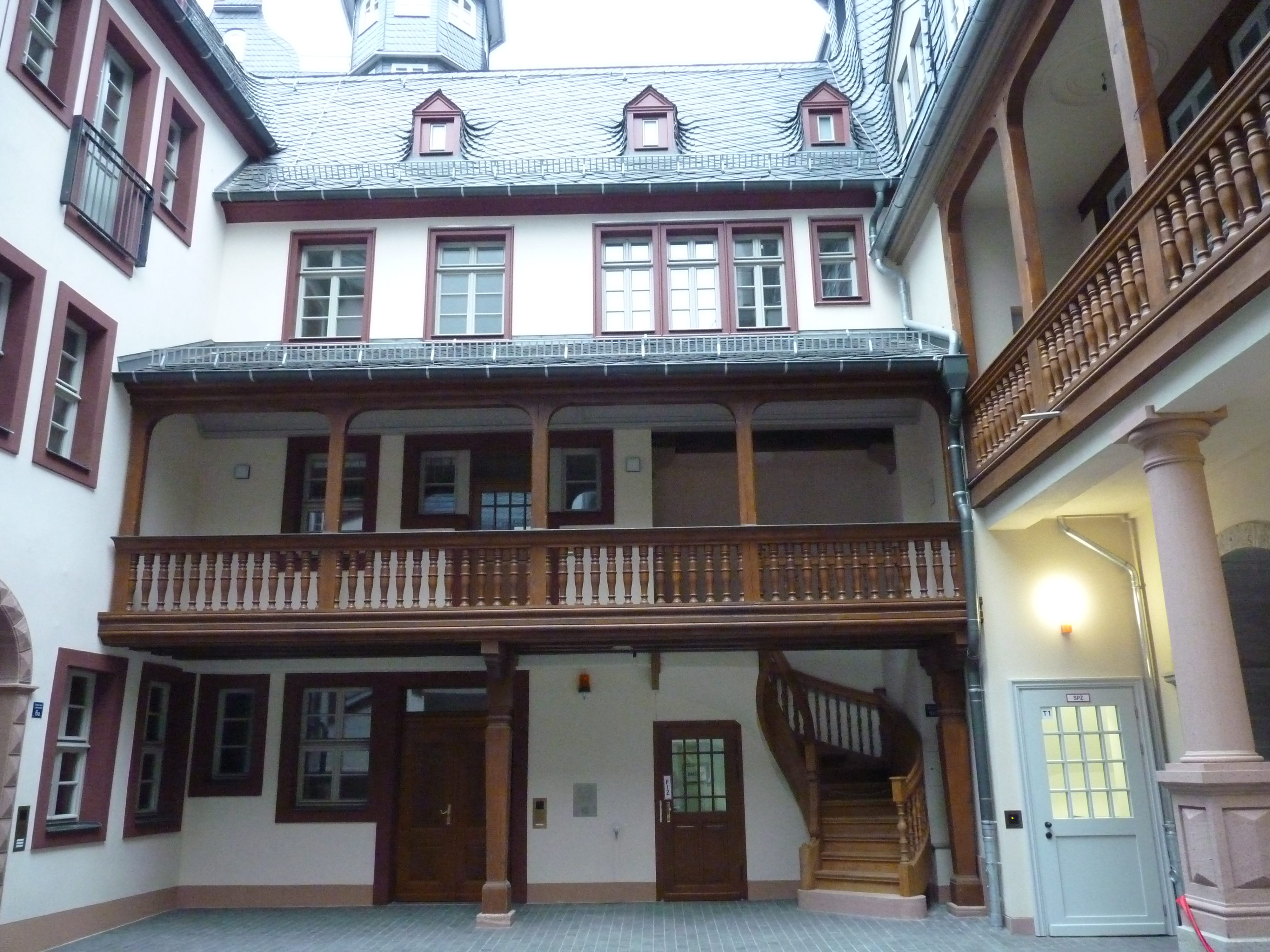
Binnenplaats van het complex Goldenen  Lämmchen in 2018